# Гіперборейські німфи
Гіперборейські німфи (дав.-гр. Νύμφαι Υπερβόρειοι, трансліт. Німфе Гіпербореї, латиніз. Nymphai Hyperboreioi; лат. Nymphae Hyperboreii) — німфи в грецькій міфології, які керували різними аспектами стрільби з лука.
Гекаерге (дав.-гр. Ἑκαέργη, трансліт. Гекаерга) — уособлювала віддалення. Дочка Борея та одна з гіперборейських дів, які, як вважають, започаткували культ Артеміді на Делосі. (Callim. Hymn. in Del. 292; Paus. I. 43. § 4, v. 7. § 4; Herod. IV. 35.) Ім'я Гекарге означає удар на відстані; і цілком ймовірно, що історія про гіперборейську дівчину могла виникнути з атрибуту Артеміди, яка носила прізвисько Гекаерге. (Anton. Lib. 13.) Афродіта мала те саме прізвище в Юлісі на Косі (Антон. Lib. 1.).
Локсо́ (дав.-гр. Λοξώ, трансліт. Локсо) уособлювала траєкторію. Дочка Борея, одна з гіперборейських дів, яка принесла поклоніння Артеміді на Делос, що також стало епітетом Артеміди (Каллім. Hymn. in Del. 292; Nonnus, Dionys. v. p. 168; пор. Spanheim, ad Callim. l. c.).
Упіс (дав.-гр. Οὐπις, трансліт. Упіс) уособлювала мету. Гіперборейська дівчина, яка разом з Арге несла жертвоприношення, обіцяне за народження Аполлона та Артеміди, до Ейлетії, на Делосі (Herod. iv. 35.) (Ірод. IV. 35.).
Гіперборейських німф вшановували в Дельфах, де їхні статуї та присвяти знаходилися у храмах Аполлона. Вони також були частиною ритуальних процесій і святкувань, пов'язаних з богом світла та музики. Деякі античні автори згадують про жертвоприношення та дари, що приносилися від імені Гіперборейців.